# Vincenc Šalša
Vincenc Šalša  (19. května 1916 Kostelec u Kyjova – 29. prosince 1995 Všechovice) byl římskokatolický kněz, arcibiskupský rada, kněz jubilár a politický vězeň.

## Život
Narodil se v rodině zemědělce. Po středoškolských studiích na arcibiskupském gymnáziu v Kroměříži absolvoval v letech 1935–1940 bohosloveckou fakultu v Olomouci a byl vysvěcen na kněze. Téměř celá válečná léta prožil v Prostějově, po nich učil krátce jako středoškolský profesor na gymnáziích v Šumperku a Uničově. V roce 1950 byl zatčen a v roce 1951 ve vykonstruovaném procesu Valena a spol. odsouzen na 18 let do vězení. Po amnestii v roce 1960 do doby, než obdržel státní souhlas k výkonu kněžského povolání, pracoval manuálně. V rámci částečného uvolnění politických poměrů v roce 1966 mohl nastoupit do pastorace. Jako administrátor sloužil v letech 1966–1971 ve farnostech Bílá Lhota na Litovelsku a na Svatém Kopečku u Olomouce. Od druhé poloviny roku 1971 až do konce svého života byl farářem ve Všechovicích na Hranicku na okrese Přerov.